# Pemmatoporella marginata
Pemmatoporella marginata is een mosdiertjessoort uit de familie van de Smittinidae. De wetenschappelijke naam van de soort is, als Lepralia marginata, voor het eerst geldig gepubliceerd in 1909 door Calvet.